# Varshini Prakash
Varshini Prakash es una activista climática estadounidense y directora ejecutiva del Sunrise Movement, una organización 501 (c) (4) que cofundó en 2017. Fue nombrada en la Next list de Time 100 en 2019 y fue correcipiente del premio Sierra Club John Muir en 2019.

## Educación y primeros años
Prakash se dio cuenta del cambio climático por primera vez cuando tenía 11 años mientras veía la cobertura de las noticias del tsunami del Océano Índico de 2004. Al crecer, quería convertirse en médico.
Prakash fue a la universidad en la Universidad de Massachusetts Amherst, donde comenzó a organizarse en torno a cuestiones climáticas. Mientras estuvo allí, se convirtió en líder de la campaña de desinversión de combustibles fósiles de la escuela. Prakash también trabajó con una organización nacional, Fossil Fuel Divestment Student Network. En 2017, un año después de graduarse, UMass Amherst se convirtió en la primera gran universidad pública en desinvertir.

## Carrera
En 2017, Prakash lanzó Sunrise Movement, un movimiento político liderado por jóvenes estadounidenses y ONGs que aboga por la acción política sobre el cambio climático, con otros siete cofundadores.
En 2018, se convirtió en directora ejecutiva de Sunrise Movement después de que el grupo organizara una protesta ocupando la oficina de la presidenta de la Cámara de Representantes de Estados Unidos, Nancy Pelosi, pidiendo que se estableciera un grupo de trabajo del Congreso para abordar el cambio climático.
Fue nombrada en la Next list de Time 100 de 2019.
Como parte de su trabajo con el Movimiento Sunrise, Prakash aboga por propuestas como el Green New Deal. En 2020, la organización respaldó al senador estadounidense Bernie Sanders en las primarias demócratas para la presidencia. Prakash fue nombrada asesora del grupo de trabajo climático de Joe Biden en 2020. También es miembro de la junta asesora de Climate Power 2020, un grupo que incluye a demócratas y activistas que abogan por aumentar el interés de los votantes estadounidenses en la acción climática.
Prakash es coeditora del libro Winning the Green New Deal: Why We Must, How We Can, publicado en agosto de 2020. También es colaboradora de The New Possible: Visions of Our World Beyond Crisis.